# Papier- und Blechdruck-Industrie

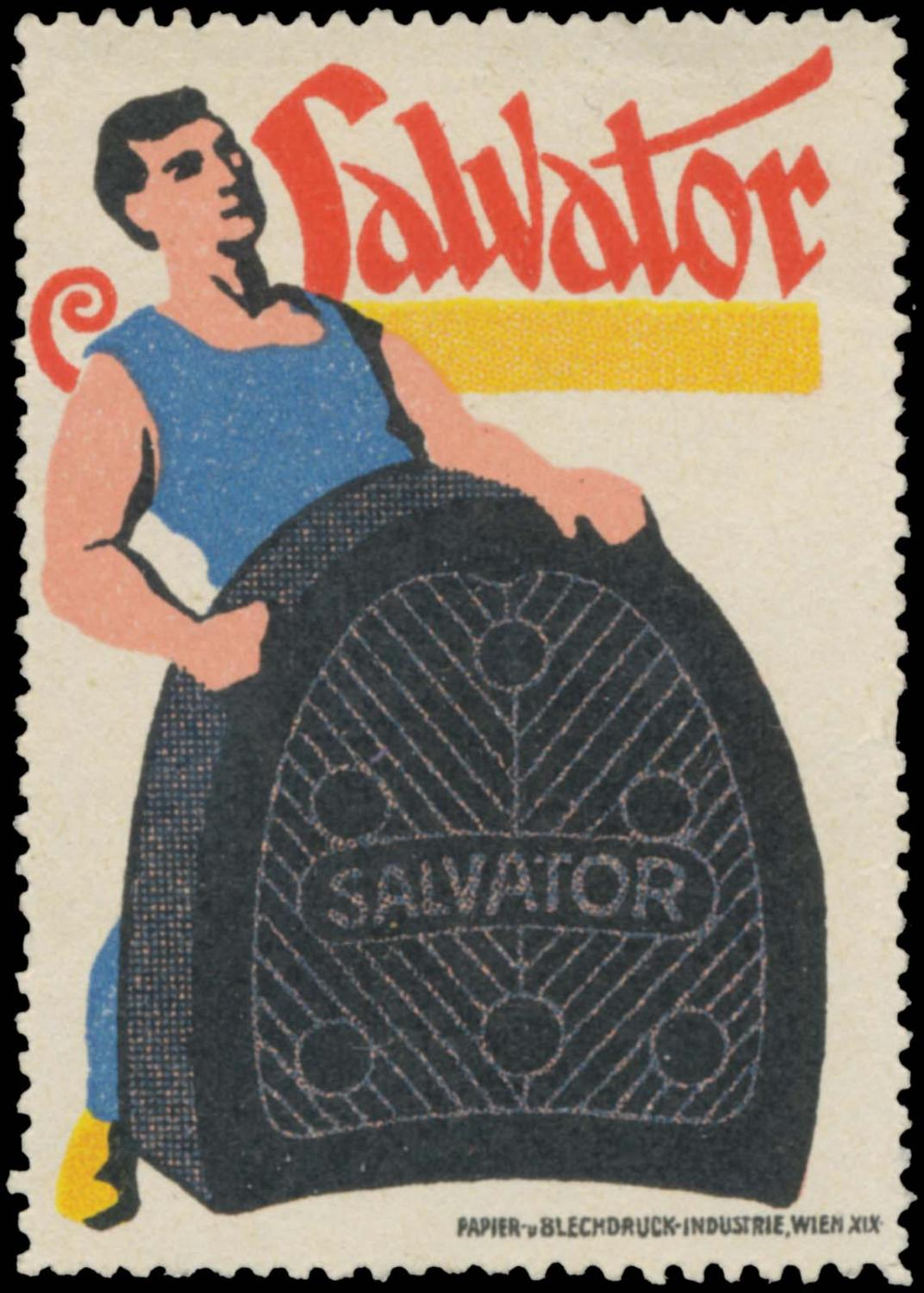
Reklamemarke „Salvator“-Schuhabsätze
circa 1920er Jahre

Die Papier- und Blechdruck-Industrie war eine ab Anfang des 20. Jahrhunderts bis in die 1960er Jahre in Wien, Stadtteil Nußdorf, unterhaltene Druckerei. Standort war der heute denkmalgeschützte Industriebau in der Boschstraße, den der k.u.k. Hof-Handschuhfabrikant J. E. Zacharias ab 1886 als Fabrikneubau für die Lederverarbeitung errichten ließ. Nach dem Tod des Inhabers erwarben die Industriellen Richard Bruchsteiner und Sammy Berliner die Anlagen, deren Hauptgebäude sie nach Plänen des Baumeisters und Architekten Georg Weinzettel ab 1904 zu einer Blechdruckfabrik umbauen ließen. Zweck des zeitweilig 100 Arbeiter und Angestellte beschäftigenden Unternehmens war die „fabrikmäßige Erzeugung von Plakaten, Etiketten u. a. auf Papier“.
Von 1905 bis 1914 wirkte Igo Pötsch (Ignaz Pötsch) als künstlerischer Leiter der Nußdorfer Papier- und Blechdruck-Industrie beziehungsweise der Papier- und Blechdruck-Industrie Richard Bruchsteiner. Dort konzentrierte er sich vor allem auf farbig lithographierte Plakate. Zu seiner Zeit wurde 1908 in das bestehende Kesselhaus der Druckerei ein zweiter Dampfkessel aufgestellt.

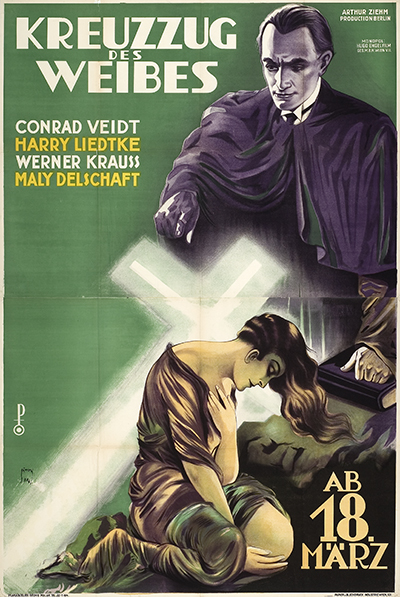
Plakat „Kreuzzug des Weibes“,
um 1926; Lipót Sátori, Atelier Georg Pollak

Nach dem „Anschluss“ Österreichs und den bald darauf einsetzenden „Arisierungen“ wechselte das als OHG eingetragene Unternehmen aus dem Eigentum von Johanna Bruchsteiner zu den drei neuen Eigentümern Karl Ebel aus Flensburg sowie Josef Freisitzer und Edmund Jahn.
Das in der Folge kaum veränderte Gebäude des dann Papier- und Blechdruckindustrie genannten Unternehmens ging 1959 auf den neuen Inhaber Willibald Lang über. Unter ihm wurde 1961 an der Bachofengasse ein niedriger Zubau errichtet. 1970 wurde die B. & O. Gurmann OHG Eigentümerin der Anlage, die in den ehemaligen Fabrikgebäuden einen Altwaren- und Antiquitätenhandel eröffnete.